# WASP-59
WASP-59 — звезда, которая находится в созвездии Пегас на расстоянии приблизительно 407 световых лет от нас. Вокруг звезды обращается, как минимум, одна планета.

## Характеристики
WASP-59 представляет собой звезду 13 видимой звёздной величины. Она принадлежит к классу оранжевых карликов. Её масса и радиус составляют 71% и 61% солнечных соответственно. Температура поверхности звезды приблизительно равна 4650 кельвинов, что значительно меньше, чем у нашего дневного светила. Возраст звезды составляет около полумиллиарда лет.

## Планетная система
В 2011 году группой астрономов, работающих в рамках программы SuperWASP, было объявлено об открытии планеты WASP-59 b в системе. Это горячий газовый гигант, имеющий эффективную температуру 670 кельвинов. Он обращается на расстоянии 0,06 а.е. от родительской звезды, совершая полный оборот почти за восемь суток. Открытие планеты было совершено транзитным методом.